# Tébar
Tébar község Spanyolországban, Cuenca tartományban. Tébar Alarcón, Pozorrubielos de la Mancha, El Picazo, Sisante, Vara de Rey, Atalaya del Cañavate és Cañada Juncosa községekkel határos. Lakosainak száma 293 fő (2024).

## Népesség
A település népessége az utóbbi években az alábbiak szerint változott:
| Lakosok száma | 399  | 387  | 369  | 381  | 372  | 313  | 306  | 286  | 292  | 293  |
|               | 2001 | 2004 | 2006 | 2009 | 2011 | 2014 | 2016 | 2019 | 2021 | 2024 |